# Amalgaviridae
Famille
Genres de rang inférieur
- Amalgavirus
- Zybavirus

Les Amalgaviridae sont une famille de virus de l'ordre des Durnavirales qui comprend deux genres et dix espèces. Ce sont des virus à ARN à double brin, rattachés au  groupe III  de la classification Baltimore, qui infectent principalement les plantes (phytovirus), une espèce infectant des champignons (mycovirus). 

## Étymologie
Le nom de famille « Amalgaviridae » dérive du terme « amalgame », en référence au mélange d'homologies avec les Totiviridae et les Partitiviridae qui caractérise la famille des Amalgaviridae, suivi du suffixe -viridae qui caractérise les noms de familles de virus.

## Génome
Les virus de la famille des Amalgaviridae ont un génome monopartite d'environ 3,5 kilobases,. Il présente deux cadres de lecture ouverts qui se chevauchent partiellement et codent l' ARN polymérase ARN-dépendante (RdRp) et une protéine de capside supposée,.

## Liste des genres et espèces
Selon ICTV  :
- Amalgavirus
  - Allium cepa amalgavirus 1
  - Allium cepa amalgavirus 2
  - Blueberry latent virus[8]
  - Rhododendron virus A[5]
  - Southern tomato virus (espèce-type)[4]
  - Spinach amalgavirus 1
  - Vicia cryptic virus M[6]
  - Zoostera marina amalgavirus 1
  - Zoostera marina amalgavirus 2
- Zybavirus
  - Zygosaccharomyces bailii virus Z (espèce-type)